# تتار كيراشين
کیراشین تاتار (بالتتريّة: керәшеннәр؛ بالروسيّة: крещёные тата́ры) وتعني في اللغة العربية المسيحيون التتار. هي مجموعة فرعية من تتار الفولغا، ويُشار في كثير من الأحيان باعتبارها واحدة من الأقليات الإثنية في الإتحاد الروسي. وهي توجد في الغالب في تتارستان، وأودمورتيا، وباشكورستان، وأوبلاست تشيليابنسك.
كيراشين تتار هم من المسيحيين الأرثوذكس وبالتالي تطورّت بينهم هوية متميزة إذ يعترون أنفسهم بأنهم مختلفون عن التتار الأخرون على الرغم من أن معظم اللهجات كيراشين تختلف قليلًا فقط من اللهجة المركزية للغة التتار.
يربط الإثنوغرافيين والمؤرخين بين تشكيل مجموعات الكيراشين وعملية التنصير الطوعي والإجباري بين القرن السادس عشر والقرن التاسع عشر. بعد إقرار سياسة تنصير التتار المسلمين من قبل السلطات الروسية، ابتداء من عام 1552، مما أدى إلى ظهور المسيحيين التتار. ومع ذلك، وفقاً للباحث اللاهوتي من سانت بطرسبرغ، يفغيني باركار، فإن الكيراشين هم أحفاد القفجاق الوثنيين الذين لم يعتنقوا الإسلام.